# Ернст Гейдеманн
Ернст Гейдеманн (нім. Ernst Heydemann; 20 червня 1916, Гюстров — 19 лютого 1943, Біскайська затока) — німецький офіцер-підводник, оберлейтенант-цур-зее крігсмаріне.

## Біографія
3 квітня 1936 року вступив на флот. З травня 1939 року — вахтовий офіцер на плавучій базі підводних човнів «Донау». З січня 1940 року — офіцери дивізіону 7-ї флотилії підводних човнів. В квітні-серпні пройшов курс підводника. З вересня 1940 року — 1-й вахтовий офіцер на підводному човні U-142. З жовтня 1940 року — спортивний офіцер і ад'ютант в розпорядженні 2-ї флотилії. З травня 1941 року — 1-й вахтовий офіцер на U-141. З 16 жовтня 1941 по 31 травня 1942 року — командир U-17. В червні-липні пройшов курс командира човна. З 29 липня 1942 року — командир U-268. 10 січня 1943 року вийшов у свій перший і останній похід. 19 лютого U-268 був потоплений в Біскайській затоці західніше Сен-Назер (47°03′ пн. ш. 05°56′ зх. д.) глибинними бомбами британського бомбардувальника «Веллінгтон». Всі 44 члени екіпажу загинули.
Всього за час бойових дій потопив 4 кораблі загальною водотоннажністю 15 420 тонн.
| Дата          | Назва корабля         | Тип             | Тоннаж | Вантаж                                                    | Екіпаж | Загинули | Країна             | Конвой |
| ------------- | --------------------- | --------------- | ------ | --------------------------------------------------------- | ------ | -------- | ------------------ | ------ |
| 17 січня 1943 | HMS LCT-2239 (вантаж) | Десантний катер | 291    |                                                           |        |          | Британська імперія | HX-222 |
| 17 січня 1943 | HMS LCT-2267 (вантаж) | Десантний катер | 291    |                                                           |        |          | Британська імперія | HX-222 |
| 17 січня 1943 | HMS LCT-2344 (вантаж) | Десантний катер | 291    |                                                           |        |          | Британська імперія | HX-222 |
| 17 січня 1943 | Vestfold              | Китобійна база  | 14,547 | 17 386 тонн мазуту та 3 десантні судна як палубний вантаж | 75     | 19       | Панама             | HX-222 |

## Звання
- Кандидат в офіцери (3 квітня 1936)
- Морський кадет (10 вересня 1936)
- Фенріх-цур-зее (1 травня 1937)
- Оберфенріх-цур-зее (1 липня 1938)
- Лейтенант-цур-зее (1 жовтня 1938)
- Оберлейтенант-цур-зее (1 жовтня 1940)